# Chilenophilus porosus
Chilenophilus porosus är en mångfotingart som beskrevs av Karl Wilhelm Verhoeff 1938. Chilenophilus porosus ingår i släktet Chilenophilus och familjen storjordkrypare. Inga underarter finns listade i Catalogue of Life.